# Zygaeninae
Zygaeninae – podrodzina motyli z infrarzędu motyli różnoskrzydłych i rodziny kraśnikowatych.
Przedstawiciele podrodziny mają oczy złożone pozbawione szczecinek między fasetkami. Ich chaetosemata umieszczone są na wydłużonych, owalnych w zarysie płytkach położonych grzbietowo lub grzbietowo-bocznie względem przyoczek. Zarówno część chaetosemy pokryta sensilla trichoidea jak i jej sterczące ku górze łuski ustawione są dookoła lub wzdłuż boków narządu. U samców większości gatunków na błonie między ósmym a dziewiątym segmentem odwłoka znajduje się para wynicowywalnych pędzelków (coremata). Pędzelki te uległy wtórnemu uwstecznieniu u kraśników z dwóch grup gatunkowych: anthyllidis i loti.
Należą tu rodzaje:
- Epiorna Alberti, 1954
- Parasyntomis Distant, 1897
- Pryeria Moore, 1877
- Reissita Tremewan, 1959
- Zygaena Fabricius, 1775 – kraśnik